# Molly Taylor
Molly Anne Taylor (* 6. Mai 1988 in Sydney) ist eine australische Rallyefahrerin.
Sie ist die australische Rallyemeisterin von 2016 und gemeinsam mit Johan Kristoffersson amtierende Meisterin der Extreme E.

## Kindheit
Molly Taylor ist die Tochter von Rallye-Fahrer Mark Taylor und der vierfachen australischen Rallyemeister-Co-Fahrerin Coral Taylor. Molly wuchs in New South Wales auf und nahm an Cross-Country-Wettbewerben sowie Reitbewerben teil. Sie verkaufte ihr Pferd schließlich, um ihr erstes Rallye-Auto kaufen zu können. Rückblickend sagte sie: „Ich bekam 100 Pferdestärken für ein Pferd, also dachte ich, dass das recht gut war.“
Taylor begann ein Bachelorstudium an der University of Sydney, brach es jedoch ab, um sich auf ihre Rennkarriere zu konzentrieren. Sie hat ein Diplom in Automotive Studies und ist ausgebildete Personal Trainerin.

## Karriere

### Frühe Karriere vor 2009
Taylors Vater besitzt eine Rallye-Schule, in der er ihr beibrachte, sicher Auto zu fahren. Im Zuge dessen nahm sie an einer lokalen Motorkhana teil – eine in Australien etablierte Form von Motorsportbewerben, bei denen ein Auto präzise durch einen Parcours gefahren und ge„spinnt“ werden muss, ohne Flaggen umzustoßen. Molly Taylor konnte die Motorkhana in ihrer Klasse gewinnen und entschloss sich kurze Zeit später, eine Rennkarriere verfolgen zu wollen.
2006 wurde Taylor in das Women’s Driver Development Programm der australischen Motorsportföderation aufgenommen. Im selben Jahr gewann sie die New South Wales Rally Championship in den 2-Liter- und 2WD-Klassen und wurde von der Föderation als „New South Wales Young Achiever“ des Jahres ausgezeichnet.
Nach einem Jahr in einem Wagen mit Hinterradantrieb wechselte sie 2007 zum Vorderradantrieb und trat in der australischen Rallye-Meisterschaft an. Hier gewann sie die F16-Klasse und wiederholte den Klassengewinn 2008.

### 2009–2014: Europa

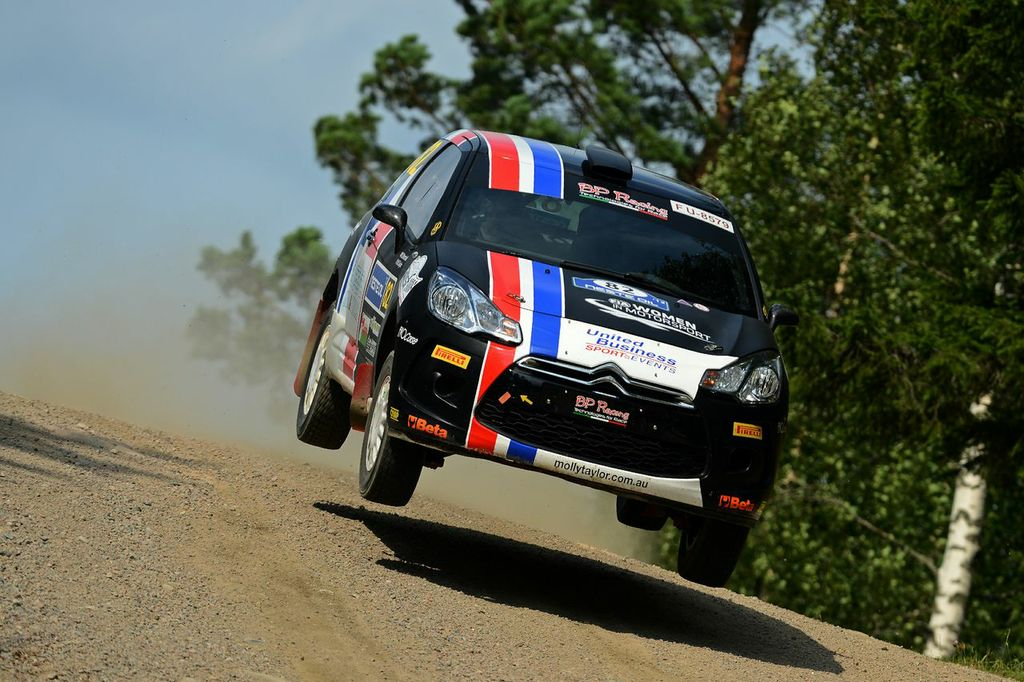
Im Citroën DS3 R3T für United Business in der WRC Rally Finland.

Im Folgejahr zog Taylor in das Vereinigte Königreich, gewann drei von sechs Rennen im Suzuki Swift Sport Cup und wurde britische Rallye-Meisterin der Frauen. 2010 trat sie erneut in der britischen Rallyemeisterschaft an.
Sie erhielt eine Einladung zu Pirellis Star Driver Shootout, wo sie gegen sechzehn andere junge Rallye-Fahrer antrat. Aufgrund ihrer hier erbrachten Leistung wurde sie in die WRC Academy 2011 aufgenommen, die sie auf Position 11 von 18 abschloss. Die Midlands-Rallye konnte Taylor im selben Jahr als bestplatzierte der Klasse A6 abschließen. Als bestplatzierteste Fahrerin unter 25 Jahren bei der Wales Rallye GB erhielt sie die Richard Burns Trophy.

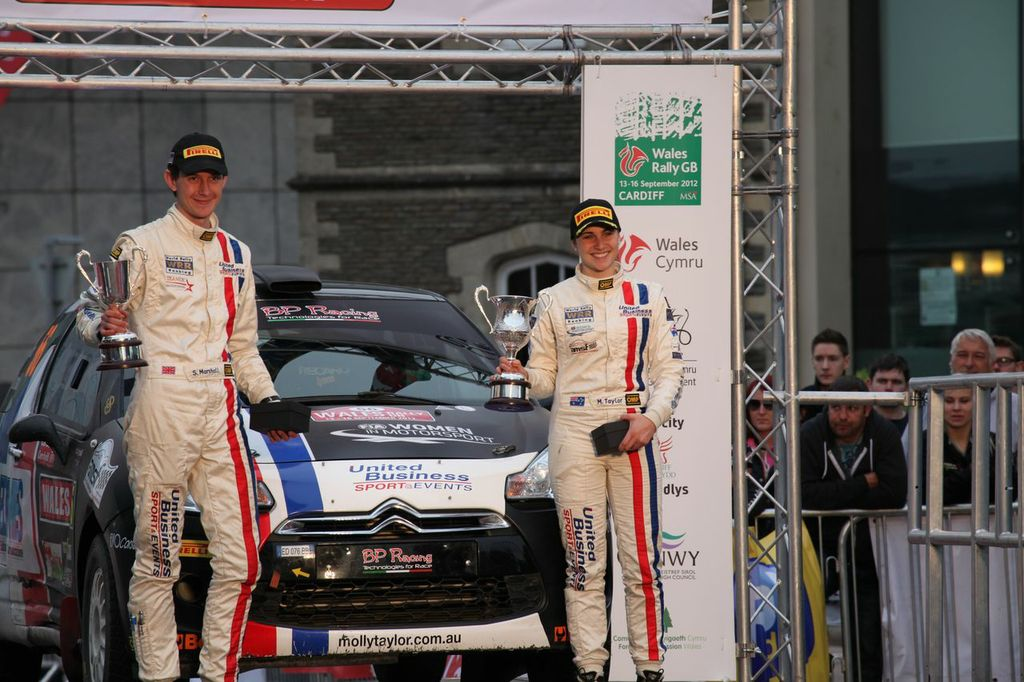
Richard Burns Trophy, Wales Rally GB

Zwischen 2012 und 2014 ging sie bei einzelnen Rallyes sowie 2013 in der Rallye-Europameisterschaft an den Start. Die Tour de Corse 2013 konnte sie an zweiter Position abschließen, mit 43 Punkten beendete sie die ERC-Saison in der Frontantrieb-Wertung auf Rang 6.

### 2015–2019: Australische Rallyemeisterschaft
Da sie hier keine überragenden Ergebnisse erzielen konnte, wechselte Taylor 2015 zurück in die australische Meisterschaft. Im ersten Lauf der Saison erzielte sie einen Gewinn, was ihr als erster Frau der Meisterschaft gelang. Taylor schloss jeden Lauf auf dem Podest ab und wurde Zweitplatzierte in der Gesamtwertung der Saison.
Im Folgejahr wechselte sie von einem Renault Clio auf den Subaru WRX STI und schloss einen Vierjahresvertrag mit Subaru Australien ab. Taylor konnte mit Cofahrer Hayes William die Meisterschaft 2016 gewinnen. Sie war sowohl die jüngste Person, die jemals die australische Rallyemeisterschaft gewonnen hat, als auch die erste Frau.
Im Februar 2016 verlieh die australische Motorsportföderation ihr die Peter-Brock-Medaille, mit der Personen ausgezeichnet werden, die herausragende Fähigkeiten, eine faire und sportliche Einstellung sowie die Bereitschaft und Fähigkeit, den Sport in der breiten Öffentlichkeit zu fördern, zeigen.
Von 2017 bis 2019 trat sie weiterhin in der australischen Rallyemeisterschaft an. Durch eine konsistente Performance hatte Taylor die Chance, 2017 wieder Meisterin zu werden, was ihr durch eine Motorpanne im letzten Lauf in Coffs Harbour verunmöglicht wurde. Mit Co-Fahrer Malcolm Read beendete sie die Saison auf dem zweiten Rang.
Dies wiederholte sich 2018, als sie in Coffs Harbour einen spektakulären Unfall hatten und ihr Subaru Feuer fing. Taylor und Read blieben unverletzt.
2019 war eine schwierige Saison mit anhaltenden mechanischen Problemen und einem schweren Unfall in Ballarat, aber auch sechs Podiumsplatzierungen. Im vorletzten Lauf in Adelaide Hills konnte Konkurrent Harry Bates sich die Meisterschaft sichern, indem er den Lauf mit nur zwei Zehntelsekunden Vorsprung vor Taylor beendete.
Taylor nahm 2019 zudem an fünf von sieben Rennen der TCR-Australia-Meisterschaft teil. Das Engagement in der Tourenwagenserie für das Kelly Racing TCR-Team war Taylors erste Erfahrung in Rundkursrennen. Ihr bestes Ergebnis war eine Platz-11-Platzierung, sie beendete die Saison auf Meisterschaftsrang 19.

### 2019–heute
Nach Subarus Ausstieg aus der australischen Rallye-Meisterschaft plante Taylor eine Teilnahme an mehreren Läufen der amerikanischen Rallyemeisterschaft für 2020. Die COVID-19-Pandemie verhinderte dieses Engagement.
Im Mai 2020 wurde Taylor als Fahrerin für das Rosberg X Racing-Team in der Extreme E angekündigt. Sie fuhr 2021 in der Serie gemeinsam mit Johan Kristoffersson. Die beiden gewannen drei der fünf Läufe der Saison und wurden die ersten Meister der Serie.

## Karrierestationen
| - 2006: NSW Rally - 2007: Australische Rallyemeisterschaft - 2008: Australische Rallyemeisterschaft - 2009: Britische Rallyemeisterschaft - 2010: Britische Rallyemeisterschaft | - 2011: WRC Academy - 2012: einzelne Rallyes & WRC-Läufe - 2013: ERC - 2014: WRC - 2015: Australische Rallyemeisterschaft (Platz 2) - 2016: Australische Rallyemeisterschaft (Meisterin) | - 2017: Australische Rallyemeisterschaft (Platz 2) - 2018: Australische Rallyemeisterschaft - 2019: TCR Australia - 2021: Extreme E (Meisterin) |

## Einzelergebnisse

### WRC
| Jahr | Team               | Fahrzeug           | 1   | 2   | 3   | 4   | 5   | 6   | 7   | 8   | 9   | 10  | 11  | 12  | 13  | 14  | Punkte | Rang |
| ---- | ------------------ | ------------------ | --- | --- | --- | --- | --- | --- | --- | --- | --- | --- | --- | --- | --- | --- | ------ | ---- |
| 2011 | Molly Taylor       | Ford Fiesta R2     | SWE | MEX | POR | JOR | ITA | ARG | GRE | FIN | DEU | AUS | FRA | ESP | GBR |     | 0      | NC   |
| 2011 | Molly Taylor       | Ford Fiesta R2     |     |     | NC  |     | DNF |     |     | NC  | NC  |     | NC  |     | NC  |     | 0      | NC   |
| 2012 | Molly Taylor       | Citroën DS3 R3T    | MON | SWE | MEX | POR | ARG | GRE | NZL | FIN | DEU | GBR | FRA | ITA | ESP |     | 0      | NC   |
| 2012 | Molly Taylor       | Citroën DS3 R3T    |     |     |     |     |     |     |     | DNF |     | 20  |     |     |     |     | 0      | NC   |
| 2013 | Molly Taylor       | Citroën DS3 R3T    | MON | SWE | MEX | POR | ARG | GRE | ITA | FIN | DEU | AUS | FRA | ESP | GBR |     | 0      | NC   |
| 2013 | Molly Taylor       | Citroën DS3 R3T    |     |     |     |     |     |     |     |     |     | 23  |     |     |     |     | 0      | NC   |
| 2014 | Molly Taylor       | Citroën DS3 R3T    | MON | SWE | MEX | POR | ARG | ITA | POL | FIN | DEU | AUS | FRA | ESP | GBR |     | 0      | NC   |
| 2014 | Molly Taylor       | Citroën DS3 R3T    |     |     |     | 37  |     |     | 45  | 35  |     |     |     |     | 32  |     | 0      | NC   |
| 2016 | Les Walkden Racing | Subaru WRX STI     | MON | SWE | MEX | ARG | POR | ITA | POL | FIN | DEU | CHN | FRA | ESP | GBR | AUS | 0      | NC   |
| 2016 | Les Walkden Racing | Subaru WRX STI     |     |     |     |     |     |     |     |     |     |     | 13  |     |     |     | 0      | NC   |
| 2021 | M-Sport Poland     | Ford Fiesta Rally3 | MON | ARC | KRO | POR | ITA | KEN | EST | BEL | GRE | FIN | ESP | ITA |     |     | 0      | NC   |
| 2021 | M-Sport Poland     | Ford Fiesta Rally3 |     |     |     |     |     |     | DNF |     | DNF | 20  |     |     |     |     | 0      | NC   |

| Farbe    | Bedeutung                                             |
| -------- | ----------------------------------------------------- |
| Gold     | Sieger                                                |
| Silber   | 2. Platz                                              |
| Bronze   | 3. Platz                                              |
| Grün     | Klassifiziert innerhalb der Top 10                    |
| Hellblau | Klassifiziert innerhalb der Punkteränge (ab Platz 11) |
| Blau     | Klassifiziert außerhalb der Punkteränge               |
| Violett  | Rennen nicht beendet (DNF)                            |
| Violett  | nicht klassifiziert (NC)                              |
| Rot      | nicht qualifiziert (DNQ)                              |
| Schwarz  | disqualifiziert (DSQ)                                 |
| Weiß     | nicht am Start (DNS)                                  |
| Weiß     | zurückgezogen (WD)                                    |
| Weiß     | Rennen abgesagt (C)                                   |
| Blanko   | nicht teilgenommen                                    |
| Blanko   | gemeldet, aber nicht teilgenommen (DNP)               |
| Blanko   | verletzt oder krank (INJ)                             |
| Blanko   | ausgeschlossen (EX)                                   |